# Rio Harlem
Rio Harlem é um estreito navegável da cidade de Nova Iorque.

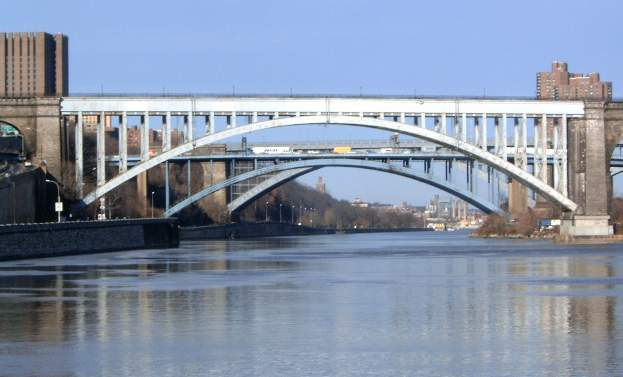
Pontes sobre o Rio Harlem, em Nova Iorque.

Apesar de seu nome, não é exatamente um rio, pois consiste em um canal natural de água salgada. Medindo 13 km, esse braço de mar faz a ligação entre os Rios Hudson e East. É este corpo hídrico que delimita a divisa entre a ilha de Manhattan e o distrito do Bronx.
O rio Harlem era o curso de remo tradicional de Nova Iorque, análogo ao rio Charles em Boston e ao rio Schuylkill na Filadélfia. Nas margens do Harlem fica a casa de barcos da equipe da Universidade de Columbia, e o rio é o curso de origem da equipe da universidade. Desde 1952, uma grande face de rocha plana, chamada de "(Big) C Rock" foi pintada com o time do colégio de Columbia "C".